# Шлёнск (футбольный клуб, Свентохловице)
«Шлёнск» — футбольный клуб города Свентохловице, Польша, основанный 20 февраля 1920 года.
Играет на стадионе Stadion OSiR Skałka. С 1925 г. по 1927 г. в составе клуба начинал свою карьеру Теодор «Тео» Петерек..
В период с 1920 по 1939 клуб именовался MKS śląsk, с 1939 по 1945 — TuS Schwientochlowitz. С 1945 по настоящее время именуется — MKS śląsk.
Достижения в Чемпионате Польши по футболу:
- 1928 — 14-е место
- 1935 — 5-е место
- 1936 — 9-е место

## Статистика выступлений
- Матчей: 67
- Побед: 20 процент побед: 29,9 %
- Ничьих: 7 процент ничьих: 10,4 %
- Поражений: 40 процент поражений: 59,7 %
- Забитых мячей: 86 в среднем за матч: 1,28
- Пропущенных мячей: 166 в среднем за матч: 2,48
- Разница мячей: −80
- Самая крупная победа: 3:0
- Самое крупное поражение: 0:8
- Самый результативный матч: 3:8, 2:9
- Самая результативная ничья: 2:2